# لویی کاپو
لویی کاپو (فرانسوی: Louis Caput‎؛ ۱۹۲۳ – ۱۹۸۵) دوچرخه‌سوار اهل فرانسه بود.